# Episodi di Leverage - Consulenze illegali (quinta stagione)
La quinta ed ultima stagione della serie televisiva Leverage è stata trasmessa negli Stati Uniti sul network TNT dal 15 luglio al 25 dicembre 2012.
In Italia è stata trasmessa dal 2 dicembre 2014 al 6 febbraio 2015 sul canale satellitare AXN.
| nº | Titolo originale          | Titolo italiano                  | Prima TV USA      | Prima TV Italia  |
| -- | ------------------------- | -------------------------------- | ----------------- | ---------------- |
| 1  | The (Very) Big Bird Job   | Un nuovo inizio                  | 15 luglio 2012    | 2 dicembre 2014  |
| 2  | The Blue Line Job         | Il picchiatore                   | 22 luglio 2012    | 2 dicembre 2014  |
| 3  | The First Contact Job     | Incontri ravvicinati             | 5 agosto 2012     | 9 dicembre 2014  |
| 4  | The French Connection Job | Missione tartufo francese        | 12 agosto 2012    | 9 dicembre 2014  |
| 5  | The Gimme a K Street Job  | Giochi di politica               | 19 agosto 2012    | 16 dicembre 2014 |
| 6  | The D.B. Cooper Job       | Il canto della sirena            | 26 agosto 2012    | 16 dicembre 2014 |
| 7  | The Real Fake Car Job     | I predatori dell'auto perduta    | 2 settembre 2012  | 3 gennaio 2015   |
| 8  | The Broken Wing Job       | La rapina                        | 9 settembre 2012  | 3 gennaio 2015   |
| 9  | The Rundown Job           | Conto alla rovescia              | 16 settembre 2012 | 16 gennaio 2015  |
| 10 | The Frame-Up Job          | Ma Mystere                       | 16 settembre 2012 | 16 gennaio 2015  |
| 11 | The Low Low Price Job     | Benedetta sfortuna               | 27 novembre 2012  | 23 gennaio 2015  |
| 12 | The White Rabbit Job      | Ad un passo dall'abisso          | 4 dicembre 2012   | 23 gennaio 2015  |
| 13 | The Corkscrew Job         | La bottiglia di Thomas Jefferson | 11 dicembre 2012  | 30 gennaio 2015  |
| 14 | The Toy Job               | Il bambino che è in noi          | 18 dicembre 2012  | 30 gennaio 2015  |
| 15 | The Long Good-bye Job     | L'ultima Truffa                  | 25 dicembre 2012  | 6 febbraio 2015  |